# Eftichios Bitsakis
Eftichios I. Bitsakis (en grec : Ευτύχιος Ι. Μπιτσάκης, Eftýchios I. Bitsákis, né en Crète en 1927) est professeur de philosophie et d’histoire des sciences à l’Université de Ioannina, professeur de physique théorique à l'université d'Athènes puis directeur de la revue Outopia.

## Biographie
Bitsakis est résistant dans l'Organisation de la Jeunesse pour l'Unité Panhellénique (Ενιαία Πανελλαδική Οργάνωση Νέων (ΕΠΟΝ)) créée en 1943. Au cours de la Guerre civile grecque, arrêté, il est emprisonné pour 7 ans. En 1967, il part pour Paris. Il devient docteur en philosophie à l'Université de Paris VIII (1973) et docteur d'État en philosophie des sciences (1976). Il a été pendant 6 ans chargé de cours d'analyse mathématique à l'Université de Paris XI et de philosophie des sciences à l'Université de Paris VIII. Il a également travaillé à Saclay, au laboratoire de physique nucléaire du collège de France, et a enseigné à Orsay.